# Phạm Thị Huệ (vận động viên điền kinh)
Phạm Thị Huệ (sinh năm 1996) là một nữ vận động viên điền kinh người Việt Nam.

## Tiểu sử
Phạm Thị Huệ sinh ngày 26 tháng 9 năm 1996 tại thôn Tân Lương xã Tân Bình huyện Đầm Hà tỉnh Quảng Ninh, là con út trong gia đình có 3 chị em, trên cô là anh trai. Cha cô là Phạm Văn Yên, mẹ cô là Nguyễn Thị Ngọc, cha mẹ cô đều làm nghề nông, quê gốc ở xã Kim Liên huyện Kim Thành tỉnh Hải Dương.

## Khởi nghiệp
Tuổi thơ của Huệ gắn liền với những ngày tháng phải đi mò cua, bắt ốc phụ giúp bố mẹ công việc đồng áng. Ngay từ khi còn ngồi trên ghế nhà trường, Huệ đã luôn mơ ước được trở thành vận động viên chuyên nghiệp và Huệ đã sớm bộc lộ "tố chất" của vận động viên điền kinh.
Năm 2009, Phạm Thị Huệ tham gia tranh tài ở cự ly 800 mét và đoạt giải Nhì. Sau đó, Huệ được cô giáo Nguyễn Thị Thoa - Huấn luyện viên của Trung tâm Huấn luyện và thi đấu Thể dục thể thao Quảng Ninh - phát hiện và giúp đỡ, Huệ liên tiếp được thầy cô của Trường trung học cơ sở Bình Hải lựa chọn đi thi đấu ở các giải điền kinh của xã, huyện rồi đến tỉnh. Thi đấu nhiều, thành tích lúc cao lúc thấp, thế nhưng với Huệ thì việc được thỏa mãn niềm đam mê của mình cũng đã là vui, vả lại thời điểm đó cô chưa đủ tuổi để vào Trung tâm nên được tạo điều kiện học ở lớp năng khiến của Trường Thể dục thể thao tỉnh. Năm 2011, Phạm Thị Huệ đại diện trường đi thi giải thể thao việt dã do huyện tổ chức và đạt giải nhất lứa tuổi dành cho học sinh cấp 2, điều đó là khởi đầu cho niềm đam mê thể dục thể thao của cô. Tiếp đó, với những thành tích xuất sắc tại Hội khỏe phù Đổng huyện, Huệ được cô giáo Trần Thị Thảo (khi đó là Trưởng Bộ môn điền kinh, Hiệu trưởng Trường TDTT tỉnh) chính thức tuyển chọn vào lớp năng khiếu điền kinh Trung tâm Thể dục thể thao tỉnh Quảng Ninh, từ đó mơ ước trở thành vận động viên chuyên nghiệp của cô trở thành hiện thực. Cô luôn ý thức cao trong mỗi giờ lên lớp của các thầy huấn luyện viên, do đó đã tự xây dựng cho mình một thời gian biểu riêng và luôn tận dụng nó để học văn hóa kết hợp với tập luyện thể dục thể thao một cách hiệu quả nhất. Buổi sáng cô thường dậy sớm hơn 30 phút để tự ôn bài cũ trước khi được các thầy huấn luyện viên hướng dẫn bài tập mới và chuẩn bị cho các tiết học văn hóa tại trường, buổi chiều sau ca tập từ 3h - 5h cô tự giác giành 30 - 45 phút để tập.
Thời gian luyện tập tại Trường Thể dục Thể thao, đôi lúc Phạm Thị Huệ đã nản chí. Khi đó cô phải dậy sớm để luyện tập, vì tuổi còn nhỏ hơn nữa lại phải sống xa nhà nên cô cảm thấy như mình không thể chịu nổi cường độ và thời gian luyện tập, nên đã gọi bố lên gặp hiệu trưởng nhà trường để xin cho về nhà. Huệ được các thầy cô động viên ở lại cố gắng luyện tập thi đấu, cha Huệ - ông Phạm Văn Yên - cũng khuyên nhủ con gái nên ở lại. Thế rồi việc tập luyện của Huệ đi vào khuôn khổ và không thể thiếu trong cuộc sống của cô, cô dành gần như hầu hết thời gian vào công việc tập luyện và thi đấu, cố gắng nỗ lực hết sức mình để hoàn thiện kỹ năng. Ngày qua ngày, trên các đường chạy, bất chấp gió mưa, chỉ một mình Phạm Thị Huệ bước đi, cô tự chiến đấu với chính mình, không bè bạn, không khán giả. Đó là cuộc đọ sức với những động tác lặp đi lặp lại bất tận, là mỗi bước chân đều chứa những mệt mỏi, là phải cố gắng hàng vạn lần để không dừng lại sau mỗi bước chạy. Đôi lúc cô vẫn tự an ủi động viên mình: "Nếu nước mắt đổi được thành tiền, thì bây giờ mình đã là tỷ phú rồi, có những nỗi buồn mà không biết nói tâm sự cùng ai vì thật ra đâu có ai hiểu được mình đang cần gì và muốn gì".
Trưởng thành từ một giải đấu cấp huyện ở Đầm Hà - Quảng Ninh, sau 2 năm tập luyện tại Trường TDTT, Phạm Thị Huệ được gọi lên đội tuyển điền kinh tại Trung tâm Huấn luyện và Thi đấu TDTT tỉnh và trở thành thành viên chính thức của đội tuyển điền kinh trẻ Quảng Ninh, Huấn luyện viên trực tiếp của Huệ là Vũ Thị Hoa (sinh năm 1972 tại Thành phố Uông Bí). Tuy không sở hữu tài năng thiên bẩm, nhưng Phạm Thị Huệ lại có một thứ vũ khí đặc biệt phù hợp với các nội dung chạy dài: sự kiên trì và khổ luyện. Mặc dù từ năm lên 9 tuổi cô đã mắc chứng bệnh đau dạ dày, nhưng vẫn cắn răng tập luyện và thi đấu hết sức. Huệ được các Huấn luyện viên liên tiếp đưa đi thi đấu ở các giải đấu trẻ để tích lũy kinh nghiệm, có điều kiện luyện tập tốt cùng niềm đam mê, Huệ đã nhanh chóng hoàn thiện các kỹ năng và dần trở thành nhân tố không thể thiếu của đội tuyển điền kinh Trường TDTT Quảng Ninh và đội tuyển tỉnh.

## Vô địch châu lục

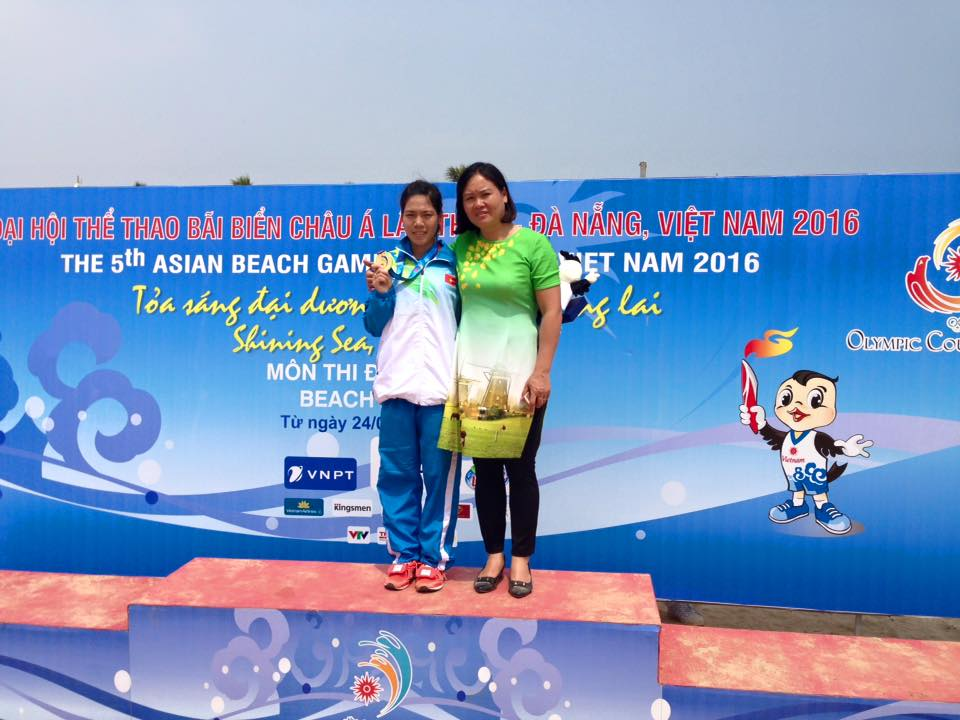
Phạm Thị Huệ và Huấn luyện viên Vũ Thị Hoa tại Đại hội Thể thao Bãi biển Châu Á 2016

Năm 2016, Phạm Thị Huệ lần đầu tiên đứng trên bục cao nhất của một giải quốc tế chính thức, với 2 tấm Huy chương vàng nội dung chạy băng đồng (tức chạy Việt dã trên cát) tại Đại hội Thể thao Bãi biển Châu Á lần thứ 5 (ABG 5) tổ chức tại Đà Nẵng. Kết thúc Đại hội, Phạm Thị Huệ là gương mặt duy nhất của đoàn chủ nhà đoạt được 2 Huy chương vàng, trở thành nhà vô địch tầm cỡ châu lục.

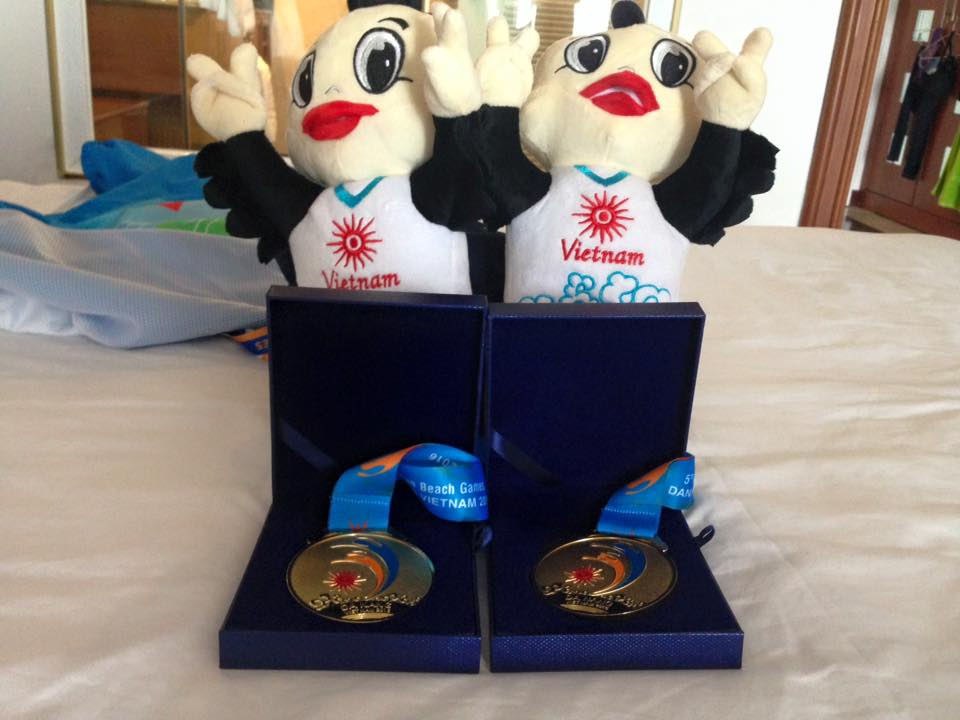
hai tấm huy chương vàng trong kỳ đại hội thể thao bãi biển Châu Á 2016 của Phạm Thị Huệ

Ngay khi trở về Quảng Ninh, Phạm Thị Huệ đã được lãnh đạo tỉnh gặp mặt, động viên và tặng bằng khen cùng phần thưởng 75 triệu đồng (trong đó HCV cá nhân 50 triệu đồng còn HCV đồng đội 25 triệu đồng), Huấn luyện viên của cô là Vũ Thị Hoa cũng được thưởng 30 triệu đồng. Thêm khoản thưởng 110 triệu từ ngành thể thao, Huệ có số tiền lên tới 185 triệu đồng, bao gồm cả thưởng theo quy định nhà nước, thưởng của đơn vị chủ quản và thưởng nóng, đây là mức thưởng cao nhất cho thành tích của một cá nhân từ trước đến nay. Trong các môn thể thao sau này, chỉ có xạ thủ Hoàng Xuân Vinh với mức thưởng lên tới 6 tỷ đồng là một trường hợp siêu ngoại lệ.

## Á quân không giày
Trên đấu trường khu vực, do hai lần liên tiếp tham dự SEA Games đều về vị trí thứ nhì ở nội dung sở trường 10.000 m, Phạm Thị Huệ được giới truyền thông gán cho biệt danh "Á quân không giày" hoặc "Á quân chân đất", hình ảnh cô bỏ giày dũng mãnh băng băng lao về đích thật sự truyền cảm hứng đồng thời gây ấn tượng mạnh đối với người hâm mộ. Lý giải về điều này Phạm Thị Huệ cho biết, do quá trình tập luyện khiến gót chân của cô bị trượt da nên không thể đi giày: "Tôi rất muốn chạy bằng giày để nâng cao thành tích nhưng mỗi khi tập luyện để thi đấu thì lại bị đau nên phải chấp nhận chạy thế này". Huệ còn thổ lộ: "Chấn thương luôn làm tôi đau nhói cổ chân trong mỗi bước chạy, thế nhưng điều đó không phải là trở ngại lớn vì thành tích mới quan trọng hơn cả". Chính bởi nguyên nhân cơ bản trên, trước khi thi đấu cô thường bọc các ngón chân bằng vải băng, rồi tháo ra sau khi về đích.
Ở nội dung 10.000 m nữ SEA Games 28, Phạm Thị Huệ bất chợt lên cơn co thắt bụng trước lượt chạy chung kết, do đó cô bị Triyaningsih của Indonesia vượt lên khá xa, Huệ buộc phải cạnh tranh với Vongvarachoti (Thái Lan) để giành Huy chương bạc. Trong những vòng đầu tiên, Phạm Thị Huệ luôn để đối thủ dẫn trước, cô cho biết đó là chiến thuật của Ban huấn luyện đề ra giúp cô có sự chuẩn bị tâm lý tốt nhất trước khi bung sức vượt mặt đối thủ. Phạm Thị Huệ đã tuân thủ đúng chiến thuật này, cô chạy nước rút ở những vòng cuối và bỏ xa đối thủ người Thái Lan để về đích với vị trí thứ hai. Cũng chính vì vậy, khi về đích cô ngồi thụp xuống để lấy lại sức, và khi đứng dậy Phạm Thị Huệ suýt té vì choáng váng. Huệ phải nhờ đồng đội Hoàng Thị Thanh đỡ mới có thể đi tiếp, năm đó Hoàng Thị Thanh về đích thứ tư ở nội dung này.
Ở nội dung 10.000 m nữ SEA Games 29, Phạm Thị Huệ tiếp tục thực hiện chiến thuật núp gió cho tới vòng thứ 23. Tuy nhiên khi huyền thoại người Indonesia Triyaningsih bứt tốc ở hai vòng cuối thì cô không thể theo kịp và chấp nhận một lần nữa giành Huy chương bạc, chạy cùng với Huệ còn có đồng đội Phạm Thị Hồng Lệ, người giành Huy chương đồng. Có lúc, Huệ cảm thấy đôi chân bắt đầu có dấu hiệu phản chủ, cơn đau lan tới khiến cô nản chí. Song nghị lực mạnh mẽ của cô lớn hơn cái đau rát ở bàn chân vì không dùng giày, nhanh chóng dán miếng băng ở những chỗ xuất hiện vết thương, chỉ cần như vậy, và Phạm Thị Huệ lại tiếp tục lao về đích. Đã có thời điểm Huệ và Lệ bám sát Triyaningsih và chờ đợi bộ đôi này vượt lên sau một thời gian dài núp gió giữ sức, nhưng đối thủ người Indonesia sớm bước vào chạy nước rút khi còn hai vòng và bỏ lại bộ đôi Vận động viên Việt Nam. Theo tiết lộ từ Huấn luyện viên Huỳnh Minh Hiếu của nữ vận động viên Phạm Thị Hồng Lệ thì trong cuộc thi này vai trò của Lệ chỉ tham gia chạy chiến thuật để hỗ trợ đồng đội, nghĩa là Lệ bung sức với tốc độ cao trong khoảng 10 vòng sân đầu tiên, nhằm phá sức đối phương còn chỉ tiêu huy chương là phần việc của Huệ ở các vòng sau. Hồng Lệ tuy phải hy sinh sở trường của mình, nhưng cô đã thành công vượt trên cả dự kiến và xuất sắc về vị trí thứ ba

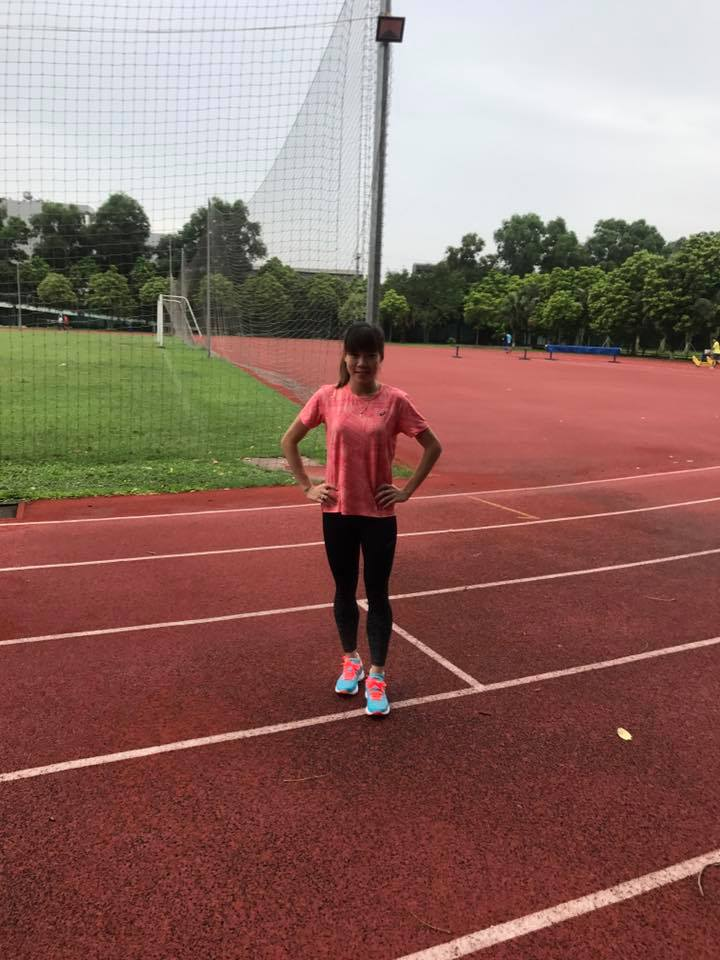
Phạm Thị Huệ chụp ảnh lưu niệm sau một buổi tập

Những tấm Huy chương bạc ở 2 kỳ SEA Games liên tiếp cũng không thể khiến người khác đánh giá thấp Phạm Thị Huệ, vì đối thủ của cô là Vận động viên Triyaningsih của Indonesia quá mạnh - huyền thoại trên đường chạy 10.000 m tại SEA Games. Ở 5 kỳ Đại hội gần nhất kể từ năm 2007, Triyaningsih chưa cho phép bất kỳ ai chạm tới vị trí của cô. Ngay sau cuộc thi, rất nhiều phóng viên quốc tế đến từ Indonesia, Thái Lan, Singapore và các hãng thông tấn lớn như AP, Reuters lúc phỏng vấn đều tỏ ra thán phục và ngưỡng mộ Phạm Thị Huệ. Hình ảnh Phạm Thị Huệ với đôi chân trần chạy bộ về đích cho thấy sự kiên cường trong thể thao của cô gái trẻ Quảng Ninh, sau nhiều năm dài vắng bóng, điền kinh Quảng Ninh mới có Vận động viên được xướng tên trên bảng thành tích thi đấu ở các giải vô địch trong khu vực Đông Nam Á.
Phạm Thị Huệ cùng với "Nữ hoàng chân đất" Phạm Thị Bình (giành Huy chương vàng môn marathon 42,195 km tại SEA Games 27) là 2 nữ vận động viên điền kinh đặc biệt của Việt Nam, mỗi người có một lý do riêng nhưng họ đều có điểm chung là không sử dụng giày khi thi đấu nhưng vẫn xuất sắc giành được huy chương. Tại giải Điền kinh quốc tế Dalat Ultra Trail 2018 với 2300 vận động viên tham dự, nữ vận động viên Đào Thị Linh Nhi 15 tuổi đã khiến nhiều người kinh ngạc bởi cô tham gia cự ly 22 km mà không mang giày vẫn đoạt huy chương vàng, điều đó khiến Linh Nhi trở thành nữ vận động viên điền kinh Việt Nam thứ 3 lập được thành tích trên đôi chân trần. Đáng chú ý, đường chạy của giải Dalat Ultra Trail 2018 là đường chạy hỗn hợp giữa đường nhựa và đường rừng. Trong đó, đường nhựa chỉ chiếm một quãng nhỏ trong toàn bộ đường chạy.

## Tinh thần đồng đội
Tuy nhiên, hình ảnh xúc động nhất của Phạm Thị Huệ lại là khi cô đoạt Huy chương bạc nội dung 5.000 m nữ SEA Games 29 năm 2017 (cũng đường chạy này tại SEA Games 28 năm 2015 Phạm Thị Huệ chỉ xếp ở vị trí thứ 4 với thành tích 17 phút 25 giây 97), do mệt quá nên khi về đến gần vạch đích cô lả người đi rồi nằm vật ra sân, mồ hôi chảy ròng ròng Đang vui mừng với chiến thắng, Nguyễn Thị Oanh - người đồng đội đã về nhất - vội quay lại giúp cô, Oanh cố gắng kéo Huệ đứng dậy để thả lỏng toàn thân - điều cực kỳ quan trọng sau khi vận động mạnh. Nếu không làm vậy, người đồng đội của cô có thể sẽ gặp nguy hiểm do nhịp tim giảm quá nhanh. Oanh vừa động viên, vừa xốc bạn dậy, dìu bạn chạy về đích. Huệ nhanh chóng lấy lại sức lực, tăng tốc, bỏ qua đối thủ nước bạn, về đích ở vị trí thứ nhì. Sau đó, cả hai cùng vui mừng chiến thắng dưới cờ lá Tổ quốc, họ ôm trầm lấy nhau rồi Huệ thốt lên: "Chị em mình làm được rồi!"
Theo phân tích của Huấn luyện viên Trần Văn Sỹ, Vận động viên điền kinh nếu sử dụng giày đinh sẽ thi đấu tốt hơn so với khi không mang giày, đặc biệt là ở đoạn cuối. Ông Sỹ cho biết: "Ở SEA Games 29, Oanh mạnh hơn Huệ nên Oanh dẫn Huệ, còn có thời điểm Huệ mạnh hơn lại dẫn Oanh. Ở những cự ly này nếu không có sự phối hợp đồng đội thì khó có thể có Huy chương vàng bởi Vận động viên sẽ bị đối thủ 'nhốt' trên đường chạy". Với tình trạng chấn thương và thể lực của Phạm Thị Huệ, cô không thể mang giày đinh chạy ở cả hai nội dung 10.000 m và 5.000 m, nên sau khi đội tuyển điền kinh Việt Nam thất bại ở nội dung 10.000 m nữ. Ban huấn luyện và cá nhân Huệ đã quyết định để cô mang giày đinh thi đấu ở nội dung 5.000 m, Phạm Thị Huệ được chọn là người "chạy mồi" để thu hút sự chú ý của đối phương, nhằm bổ sung sức mạnh cho các tuyển thủ Việt Nam và chiến thuật hợp lý mang lại kết quả tốt nhất. Và diễn biến ở trên đường chạy sân Bukit Jalil đã có kịch bản đúng như mong đợi của Ban huấn luyện đội tuyển điền kinh, suốt cuộc đua, Oanh và Huệ đã hỗ trợ cho nhau rất tốt và luôn bám sát Vận động viên Indonesia trong tốp đầu. Huệ chủ động chạy dẫn để kìm chân Vận động viên Indonesia, và đến những vòng cuối cùng thì Nguyễn Thị Oanh dùng tốc độ bứt lên. Kết quả cuối cùng, Oanh đã về nhất, còn Huệ cũng xuất sắc về nhì.
Việc mang giày thi đấu khiến vết thương ở gót chân của Phạm Thị Huệ càng đau nhiều hơn, tuy nhiên cô vẫn cố gắng chịu đựng: "Em chỉ biết cố gắng và cố gắng, đau hay mệt cũng không nghĩ tới", cô cho biết. Ngay sau khi về đích, Huệ đã không kìm được nước mắt khi trả lời phỏng vấn: "Em rất vui khi hai chị em đã được hát quốc ca Việt Nam trên đất Malaysia", Phạm Thị Huệ nghẹn ngào chia sẻ.

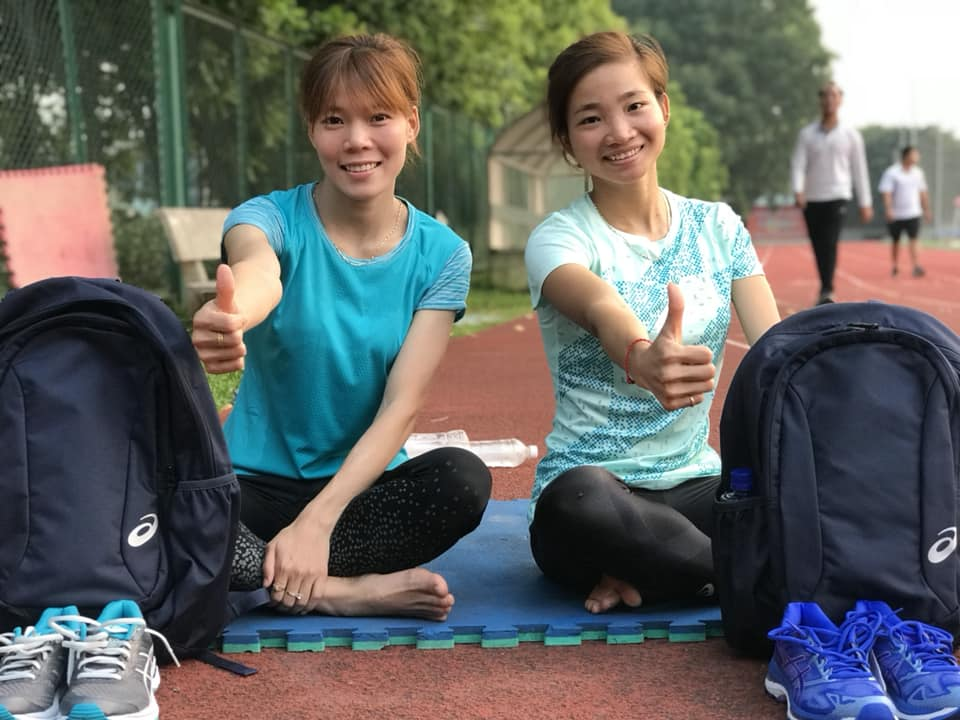
Phạm Thị Huệ thể hiện tình đoàn kết với Nguyễn Thị Oanh trước các cuộc thi đấu quốc tế

Trong thể thao, họ tuy cùng đội tuyển nhưng trên phương diện cá nhân thì họ cũng là đối thủ đáng gờm của nhau với mục tiêu đoạt Huy chương vàng. Ngôi cao nhất chỉ có một, chắc chắn, một người phải lùi lại phía sau, đó chính là sự hy sinh thầm lặng vì màu cờ sắc áo Ngày 12/9/2017, hình ảnh Oanh dìu Huệ ăn mừng chiến thắng kép được công bố trong danh sách đề cử "Hình ảnh ấn tượng của năm" do Cúp Chiến thắng - Giải thưởng thường niên lần thứ III bởi Truyền hình Cáp Việt Nam (VTVcab) và Công ty cổ phần Thể thao 24h liên kết với Tổng cục Thể dục Thể thao phối hợp tổ chức. Cúp Chiến thắng được Tổng cục Thể dục thể thao - Bộ Văn hóa, Thể thao và Du lịch công nhận là giải thưởng uy tín cấp quốc gia Cuộc bình chọn được diễn ra với tinh thần thẳng thắn, khách quan, công tâm, minh bạch và ở mỗi hạng mục đều nhận được sự tán đồng, nhất trí cao từ các chuyên gia, các nhà chuyên môn và các thành viên Ban tổ chức. Kết thúc vòng một, Hình ảnh về đích cự ly 5.000m nữ SEA Games 29 của Phạm Thị Huệ và Nguyễn Thị Oanh đã lọt vào tốp ba Đúng 20 giờ 00 phút ngày 16 tháng 1 năm 2018, vào đêm gala "Oscar thể thao Việt Nam", lễ công bố kết quả Cúp chiến thắng 2017 đã diễn ra tại trường quay ngoài trời Đài Truyền hình Việt Nam (43 Nguyễn Chí Thanh, Hà Nội). Vượt qua các đối thủ nặng ký khác, Hình ảnh Nguyễn Thị Oanh dìu Phạm Thị Huệ thay vì ăn mừng ngay chức vô địch được bình chọn là ấn tượng nhất, nhà báo Phan Đăng và nữ Huấn luyện viên Karatedo Nguyễn Hoàng Ngân là những khách mời trao giải cho hạng mục này. Hình ảnh Nguyễn Thị Oanh và Phạm Thị Huệ tại SEA Games 2017 sẽ còn được người hâm mộ nhớ mãi, cả hai đã để lại dấu ấn vô cùng đẹp về tình đồng đội.

## Nén đau đoạt vàng
Sau hai kỳ SEA Games liên tiếp chỉ đứng thứ nhì, Phạm Thị Huệ đã giành huy chương vàng điền kinh SEA Games 30 ở nội dung chạy 10.000m, những phấn đấu không ngừng của Huệ trong kỳ SEA Games gần nhất đã trở thành câu chuyện truyền cảm hứng với nhiều người về sự nỗ lực theo đuổi đam mê. Căn bệnh đau dạ dày đã đeo đẳng cô từ hồi còn nhỏ, tuy chữa trị rất nhiều nơi nhưng nó vẫn cứ dai dẳng âm ỉ mãi không mà không thể dứt điểm hoàn toàn, thế nên cô có chế độ ăn uống kiêng khem rất kĩ lưỡng, Phạm Thị Huệ tiết lộ: "Ăn cơm ở đây thật sự không hợp và em đã bị đau dạ dày và em phải xin thuốc trên ban y tế để uống mấy ngày hôm nay, thật sự thì may mắn, ngày hôm nay năm vòng cuối thì em đau, lúc đấy thì em vẫn chịu được và cố gắng mọi nỗ lực để chạy về đích". Khi được Phóng viên Dân Việt hỏi Huệ muốn chia sẻ điều gì với người thân ở quê nhà, Huệ xúc động, nín lặng một lúc, sau đó vuốt những giọt nước mắt chiến thắng đang lăn trên má và nói: "Con yêu bố mẹ nhiều lắm!".
Trước khi SEA Games 30 khởi tranh, chủ nhà Philippines từng tuyên bố sẽ cắt bỏ những nội dung thế mạnh của đoàn thể thao Việt Nam, trong đó có hai nội dung mà Phạm Thị Huệ đăng ký tham gia, đây thực sự là cú sốc với nhiều vận động viên hàng đầu của đội tuyển, đặt ra câu hỏi về việc điều chỉnh hướng tập luyện và thi đấu. Tuy nhiên, không lâu sau do sự can thiệp quyết liệt của Liên đoàn điền kinh châu Á, chính phủ Philippines thực hiện chính sách cho nhập tịch các vận động viên gốc Mĩ, ngoài ra còn thay đổi các lịch trình thi đấu nhằm đối kháng với điền kinh Việt Nam, cho nên họ quyết định đưa tất cả những nội dung đó vào thi đấu tại đại hội, nhờ vậy Phạm Thị Huệ lại có cơ hội phục thù nhà đương kim vô địch Triyaningsih.
Trong bối cảnh tượng đài trên đường chạy 10.000m của SEA Games là Triyaningsih của 5 kỳ đại hội liên tiếp đã bước sang tuổi 32, vấn đề về tuổi tác ít nhiều cũng sẽ ảnh hưởng đến phong độ của Vận động viên này, ban huấn luyện đã đề ra phương án tác chiến hợp lý cho Phạm Thị Huệ và người đồng đội của cô Phạm Thị Hồng Lệ. Và đúng như dự đoán, ở cự ly thi đấu này tại SEA Games 30, Phạm Thị Huệ cùng Phạm Thị Hồng Lệ phải cạnh tranh quyết liệt với hai đối thủ đến từ Indonesia, trong đó có đương kim vô địch Triyaningsih. Tuy nhiên, do Triyaningsih đã luống tuổi nên thể lực không còn sung mãn như trước, bộ đôi nữ Vận động viên Việt Nam đã phối hợp khá ăn ý trong buổi thi đấu, khiến cho Triyaningsih văng khỏi tốp đầu chỉ còn Odekta Elvina Naibaho đeo bám. Kết quả, Hồng Lệ đã khống chế được bước chạy của đối thủ để Huệ vượt lên về đích đầu tiên, còn Hồng Lệ cũng bứt tốc qua đó giành vị trí thứ nhì chung cuộc.
Chia sẻ về đối thủ Odekta Elvina Naibaho người Indonesia, Phạm Thị Huệ cho rằng, đây là Vận động viên chạy marathon, có sức bền nhưng không có được tốc độ tốt. Vì thế, khi cô và Hồng Lệ tăng tốc ở 2 vòng cuối, đối thủ không thể bám kịp, đây cũng chính là chiến thuật mà Hồng Lệ và Huệ tính toán trước khi bước vào cuộc thi. Ngoài ra, Phạm Thị Huệ cũng thừa nhận, đối thủ mạnh nhất Triyaningsih từng nhiều lần thắng cô ngoài chuyện tuổi tác còn không may gặp chấn thương ở SEA Games lần này nên cơ hội giành Huy chương vàng của Huệ trở lên rõ rệt hơn bao giờ hết. Trong 15 vòng đầu tiên, các Vận động viên của chủ nhà Philippines và Indonesia thay nhau dẫn đầu, về phần hai Vận động viên Việt Nam tuân thủ chiến thuật "núp gió" bám top để chờ thời cơ, họ thay phiên nhau chạy trước để cản gió, hỗ trợ cho đồng đội đỡ mất sức. Đến khi đường chạy còn bốn vòng, Phạm Thị Huệ và Phạm Thị Hồng Lệ mới cùng nhau bung sức bứt lên vượt qua tốp đua đầu, kết quả họ đã hoàn thành nhiệm vụ cấp trên giao phó, sau khi đến đích Phạm Thị Huệ quỵ xuống sân vận động vì quá mệt, Hồng Lệ lại đỡ đồng đội mình dậy nhưng cô cũng ngã ra sân vì chưa kịp hồi phục hoàn toàn ở đường chạy Marathon mới diễn ra trước đó hai hôm.

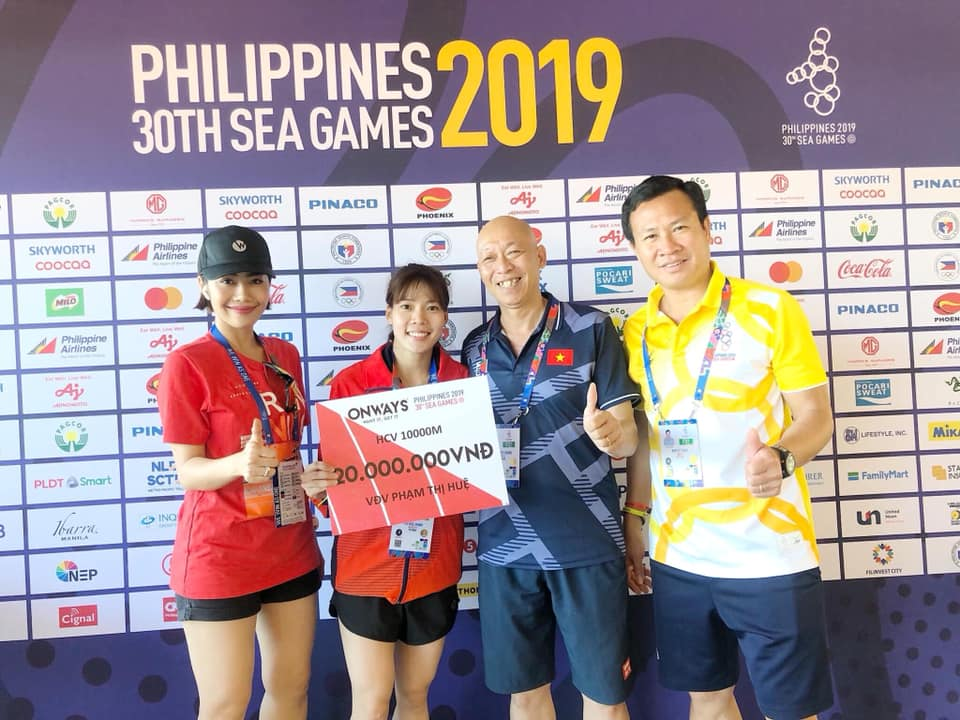
phần thưởng riêng của Phạm Thị Huệ sau khi nén đau đoạt vàng ở nội dung chạy 10.000m SEA Games 30 - người ngoài cùng áo vàng là Huấn luyện viên Trần Văn Sỹ

Ngay sau khi cuộc thi kết thúc, Phạm Thị Huệ và một Vận động viên đoạt Huy chương vàng trong hoàn cảnh đặc biệt đều được phía ONWAY thưởng nóng 20 triệu VND, cô gửi lời cảm ơn và hứa sẽ cố gắng phấn đấu để không phụ lòng người hâm mộ, đặc biệt là SEA Games 31 tổ chức tại Việt Nam vào năm 2021. Ngày 14/12, Tỉnh ủy và Ủy ban nhân dân tỉnh Quảng Ninh tổ chức tuyên dương, khen thưởng các Vận động viên, Huấn luyện viên đạt thành tích cao tại Đại hội Thể thao Đông Nam Á – SEA Games 30, Tổng số tiền thưởng trao cho các vận động viên và huấn luyện viên là 1,68 tỷ đồng; trích từ ngân sách địa phương. Theo đó, mỗi huy chương vàng được thưởng 150 triệu đồng, huy chương bạc thưởng 80 triệu đồng và huy chương đồng thưởng 50 triệu đồng, như vậy phần thưởng của Phạm Thị Huệ trị giá 230 triệu VND, Huấn luyện viên Vũ Thị Hoa của cô cũng được tặng 80 triệu đồng. Ngoài ra, nhằm cổ vũ cho tinh thần thể thao và quyết tâm mãnh liệt mang vinh quang về Tổ quốc của Đoàn Thể thao Việt Nam tại Seagames 30, Tập đoàn Vingroup cũng công bố tặng thưởng cho toàn bộ Vận động viên đạt thành tích xuất sắc ở tất cả các môn thi đấu. Các Vận động viên đạt huy chương Vàng – Bạc – Đồng cá nhân hay tập thể đều được tặng thưởng bằng tiền mặt, theo đó mỗi Huy chương vàng được tặng thưởng 20 triệu đồng, mỗi Huy chương bạc được tặng 10 triệu đồng và mỗi Huy chương đồng là 5 triệu đồng. Ngày 22/12 tại Hà Nội, nhằm khích lệ các tuyển thủ môn Điền kinh mặc dù gặp không ít khó khăn, trở ngại trong quá trình chuẩn bị lực lượng, với việc một số Vận động viên trọng điểm bị chấn thương không kịp bình phục hoặc không đạt phong độ cao, các đối thủ sử dụng chính sách nhập tịch Vận động viên để tăng cường lực lượng, nhưng đội tuyển điền kinh Việt Nam vẫn thi đấu xuất sắc để giữ vững vị trí số 1 khu vực Đông Nam Á. Quỹ Hỗ trợ tài năng trẻ Việt Nam, Báo Tiền phong và Liên đoàn Điền kinh Việt Nam phối hợp tổ chức lễ trao thưởng cho các Vận động viên đội tuyển điền kinh Việt Nam thi đấu giành thành tích xuất sắc tại SEA Games 30 với mức 10 triệu đồng cho Vận động viên giành Huy chương vàng, 7 triệu đồng cho Vận động viên giành Huy chương bạc và 5 triệu đồng cho Vận động viên giành Huy chương đồng.

## Thành tích giai đoạn đầu (2013-2019)

### Năm 2013
- HCV 10.000 mét nữ Đại hội thể dục thể thao thủ đô Hà Nội lần thứ VIII năm 2013[23]
- HCV 1.500 mét nữ trong giải "Vô địch điền kinh trẻ toàn quốc" năm 2013 tại Kiên Giang[81]
- HCV 5.000 mét nữ trong giải "Marathon quốc tế Vịnh Hạ Long" năm 2013[82]

### Năm 2014
- HCV 3.000 mét nữ trẻ trong giải "Việt dã toàn quốc và Marathon báo Tiền Phong" lần thứ 55 tại Đà Lạt - Lâm Đồng 2014[83] với thành tích 10 phút 01 giây 67[84]
- HCV 10.000 mét nữ trong giải "Vô địch điền kinh trẻ toàn quốc" năm 2014 tại Hà Nội.[85]
- HCV 5.000 mét nữ trong giải "Vô địch điền kinh trẻ toàn quốc" năm 2014 tại Hà Nội.[86]
- HCB 5.250 mét (3 vòng hồ) cá nhân nữ trong giải "chạy Báo Hà Nội mới mở rộng lần thứ 41 - Vì hòa bình - năm 2014,[87] qua đó giúp đội tuyển điền kinh Quảng Ninh đoạt giải nhất (cùng các Vận động viên Vũ Thị Tính và Lê Thị Thanh Quỳnh)[88]
- HCB 10.000 mét nữ trong giải "Điền kinh Đại hội thể dục thể thao toàn quốc lần thứ 7" tại Nam Định năm 2014[89] với thành tích 37 phút 11 giây[90]
- HCB 5.000 mét nữ trong giải "Điền kinh Đại hội thể dục thể thao toàn quốc lần thứ 7" tại Nam Định năm 2014[89] với thành tích 16 phút 50 giây[91]
- HCB 5.000 mét nữ trong giải "Giải việt dã Báo Hải Dương lần thứ 23" năm 2014,[92] qua đó giúp đội tuyển điền kinh Quảng Ninh xếp thứ ba nội dung đồng đội[93]

### Năm 2015
- HCV 3.500 mét cá nhân nữ trong giải "Việt dã toàn quốc và marathon báo Tiền Phong" lần thứ 56 tại Vĩnh Phúc 2015 với thành tích 12 phút 17 giây 01,[94] qua đó giúp đội tuyển điền kinh Quảng Ninh giành giải nhất đồng đội nữ (các Vận động viên Quảng Ninh khác là Đỗ Thị Hằng về thứ 9 và Lê Thị Thanh Quỳnh xếp thứ 11)[95]
- HCV 10.000 mét nữ trong giải "Điền kinh Singapore mở rộng" 2015 (tức giải "Điền kinh Tiền Sea Games 28") với thành tích 35 phút 3 giây 89[96]
- HCB 5.000 mét nữ trong giải "Điền kinh Singapore mở rộng" 2015 (tức giải "Điền kinh Tiền Sea Games 28")[97]
- HCB 10.000 mét nữ ở SEA Games 28 Singapore 2015 với thành tích 35 phút 02 giây 70,[98] đây được xác định là kỷ lục cá nhân tốt nhất trong sự nghiệp của thể thao Huệ ở cự ly này[99]
- HCV 10.000 mét nữ trong giải "Vô địch điền kinh trẻ quốc gia" năm 2015 tại Hà Nội[100]
- HCV 5.000 mét nữ trong giải "Vô địch điền kinh trẻ quốc gia" năm 2015 tại Hà Nội với thành tích 17 phút 52 giây 00[101]
- HCV 10.000 mét nữ trong giải "Điền kinh vô địch quốc gia" năm 2015 tại Thành phố Hồ Chí Minh với thành tích 37 phút 07 giây[102]
- HCV 5.000 mét nữ trong giải "Điền kinh vô địch quốc gia" năm 2015 tại Thành phố Hồ Chí Minh với thành tích 17 phút 24 giây 95[102]
- HCV 21 km nữ trong giải "bán Marathon quốc tế Hạ Long" 2015[103] với thành tích 1 giờ 25 phút 07 giây,[104] cô về đích trước cả nhà vô địch nam Florian Duchman người Đức tới 1 phút 17 giây cũng xuất phát cùng thời điểm ở nội dung này, giải thưởng được trao cho nhà vô địch là 15 triệu đồng[105]
- HCV 5.000 mét nữ trong giải "Việt dã Báo Hải Dương mở rộng lần thứ 24" năm 2015,[106] qua đó giúp đội tuyển điền kinh Quảng Ninh đoạt giải nhất nội dung đồng đội (Vận động viên Đoàn Thu Hằng của Quảng Ninh về vị trí thứ hai)[107]

### Năm 2016

HCV giải "việt dã toàn quốc và Marathon báo Tiền Phong" năm 2016 của Phạm Thị Huệ

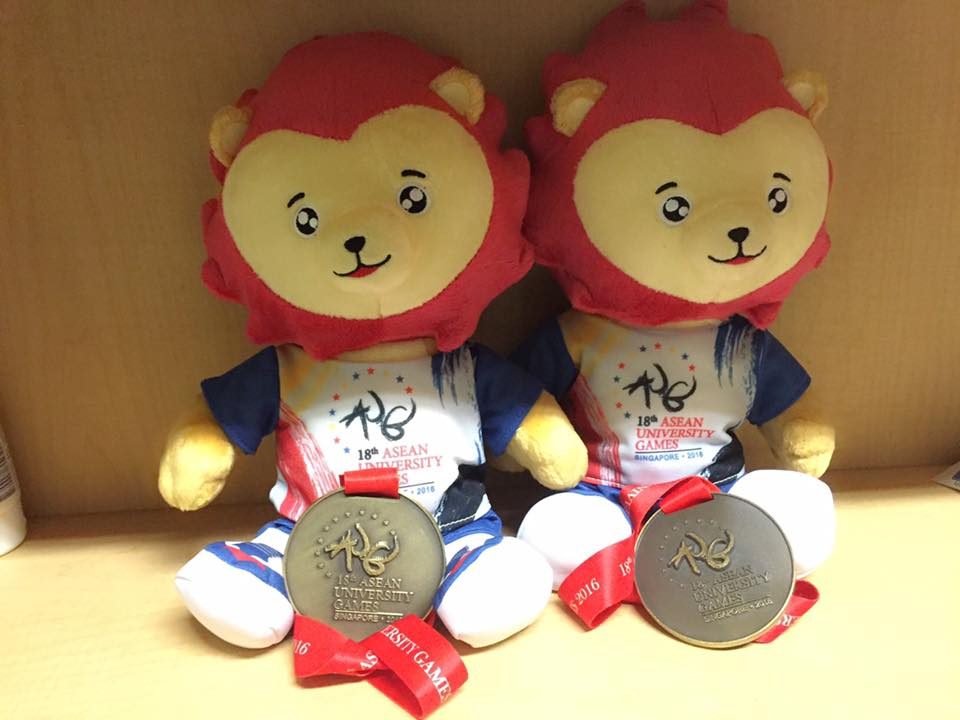
Phạm Thị Huệ đoạt 2 HCV tại Đại hội Thể thao sinh viên Đông Nam Á năm 2016

- HCV 5.000 mét nữ chính trong giải "Việt dã toàn quốc và Marathon báo Tiền Phong" lần thứ 57 tại Cần Thơ 2016[108] với thành tích 17 phút 29 giây[109]
- HCV 3.000 mét nữ trong giải "Việt dã Báo Thanh Hóa lần thứ XX" – cùng Sacombank chạy vì sức khỏe cộng đồng - năm 2016[110]
- HCV 10.000 mét nữ trong "Đại hội Thể thao sinh viên Đông Nam Á" lần thứ 18 năm 2016 tại Singapore[111]
- HCV 5.000 mét nữ trong "Đại hội Thể thao sinh viên Đông Nam Á" lần thứ 18 năm 2016 tại Singapore với thành tích 17 phút 57 giây[112]
- HCV 5.000 mét nữ nội dung "đội tuyển tỉnh-thành phố" giải "Việt dã Báo Quảng Nam mở rộng lần thứ XX" Cup Agribank năm 2016[113]
- HCV 4.000 mét nữ "chạy băng đồng cá nhân" tại Đại hội Thể thao Bãi biển châu Á 2016[114] với thành tích 13 phút 56 giây 29[115]
- HCV 4.000 mét nữ "chạy băng đồng đồng đội" (các vận động Nguyễn Thị Oanh đoạt Huy chương bạc và Lò Thị Thanh giành Huy chương đồng) tại Đại hội Thể thao Bãi biển châu Á 2016[116]
- HCV 5.250 mét (3 vòng hồ) cá nhân nữ trong giải "chạy báo Hà Nội mới mở rộng lần thứ 43" vì hoà bình 2016,[117] qua đó giúp đội tuyển điền kinh Quảng Ninh giành giải ba nội dung đội tuyển (Vận động viên Đoàn Thu Hằng của Quảng Ninh đoạt Huy chương đồng cũng nội dung này)[118]
- HCV 10.000 mét nữ trong giải "Vô địch điền kinh quốc gia" năm 2016 tại Hà Nội[119] với thành tích 37 phút 21 giây 65[120]
- HCB 5.000 mét nữ trong giải "Vô địch điền kinh quốc gia" năm 2016 tại Hà Nội[121]
- HCV 3.000 mét cá nhân nữ nâng cao trong giải "Việt dã Báo Hải Dương mở rộng" lần thứ 25 năm 2016,[122] qua đó giúp đội tuyển điền kinh Quảng Ninh bảo vệ thành công giải nhất đồng đội nữ (Vận động viên Đoàn Thu Hằng của Quảng Ninh đoạt Huy chương bạc cũng nội dung này)[123]
- HCV 10.000 mét nữ trong giải "Điền kinh trẻ vô địch quốc gia năm 2016" tại Hà Nội với thành tích 36 phút 47 giây 00[124]

### Năm 2017
- HCB 5.000 mét nữ trong giải "Việt dã và marathon toàn quốc báo Tiền Phong lần thứ 58" tại Ninh Bình năm 2017[125] với thành tích 17 phút 43 giây 07[126]

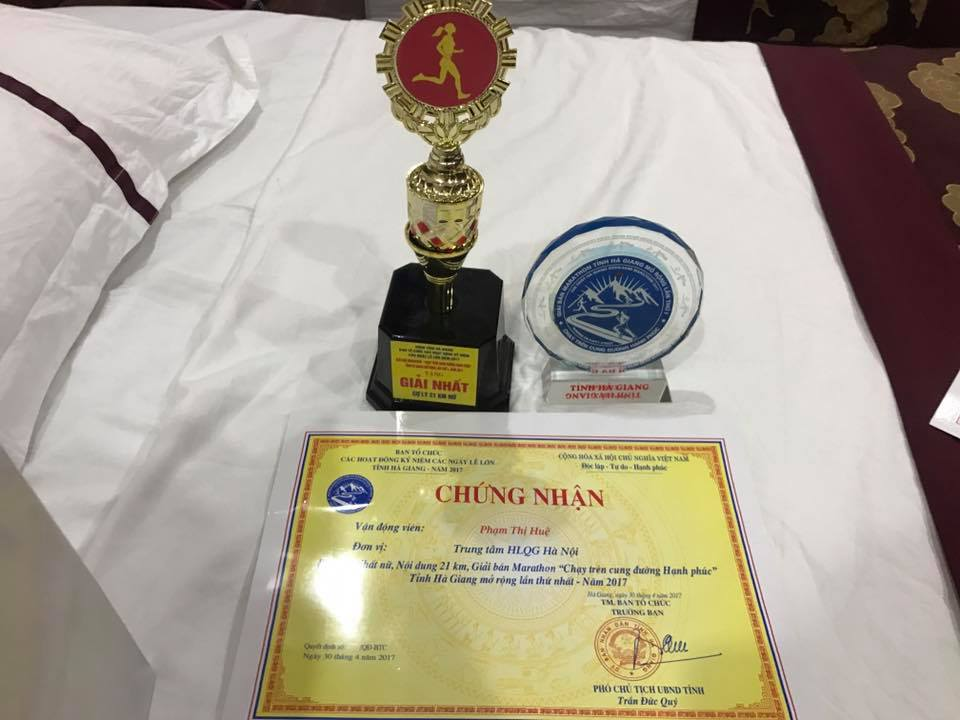
HCV và Giấy chứng nhận của Phạm Thị Huệ nội dung 21 km nữ tại cung đường hạnh phúc - Hà Giang năm 2017

- HCV 21 km nữ giải "Bán Marathon "Chạy trên cung đường Hạnh phúc" tỉnh Hà Giang mở rộng" năm 2017[127]
- HCV 10.000 mét nữ tại giải "Điền kinh Thái Lan mở rộng" năm 2017[128] với thành tích 35 phút 30 giây 27[129]
- HCB 5.000 mét nữ tại giải "Điền kinh Thái Lan mở rộng" năm 2017[130] với thành tích 16 phút 41 giây 04[131]
- HCB 3.000 mét nữ trong "Đại hội thể thao học sinh Đông Nam Á" năm 2017[132]
- HCB 1.500 mét nữ trong "Đại hội thể thao học sinh Đông Nam Á" năm 2017[132]
- HCB 10.000 mét nữ ở SEA Games 29 Malaysia 2017[133] với thành tích 36 phút 54 giây 02[134]
- HCB 5.000 mét nữ ở SEA Games 29 Malaysia 2017 [135] với thành tích 17 phút 33 giây 45[136]
- HCV 5.000 mét nữ nội dung "đội tuyển tỉnh-thành phố" giải "Việt dã truyền thống Báo Quảng Nam mở rộng lần thứ XXI - Cup Agribank 2017,[137] bảo vệ thành công ngôi vị quán quân một cách xuất sắc[138]
- HCB 5.000 mét nữ giải "Vô địch điền kinh quốc gia" năm 2017 tại Thành phố Hồ Chí Minh[139]
- HCV 10.000 mét nữ trong giải "Vô địch điền kinh quốc gia" năm 2017 tại Thành phố Hồ Chí Minh[140] với thành tích 36 phút 35 giây 00[141]
- HCV 21 km nữ trong giải "chạy Halong Bay Heritage Marathon 2017"[142]
- HCV 3.000 mét nữ nội dung nâng cao "chạy Olympic vì sức khỏe toàn dân" và "Giải việt dã Báo Hải Dương (mở rộng) lần thứ 26" năm 2017 - "Cùng Sacombank chạy vì sức khỏe cộng đồng"[143], qua đó giúp đội tuyển Quảng Ninh lần thứ 3 liên tiếp đoạt giải nhất đồng đội nữ[144]

### Năm 2018
- HCB 5.000 mét nữ chính giải "Việt dã toàn quốc và marathon Báo Tiền Phong lần thứ 59-2018" tại thành phố Buôn Ma Thuột, tỉnh Đắk Lắk[145] với thành tích 17 phút 35 giây[146]

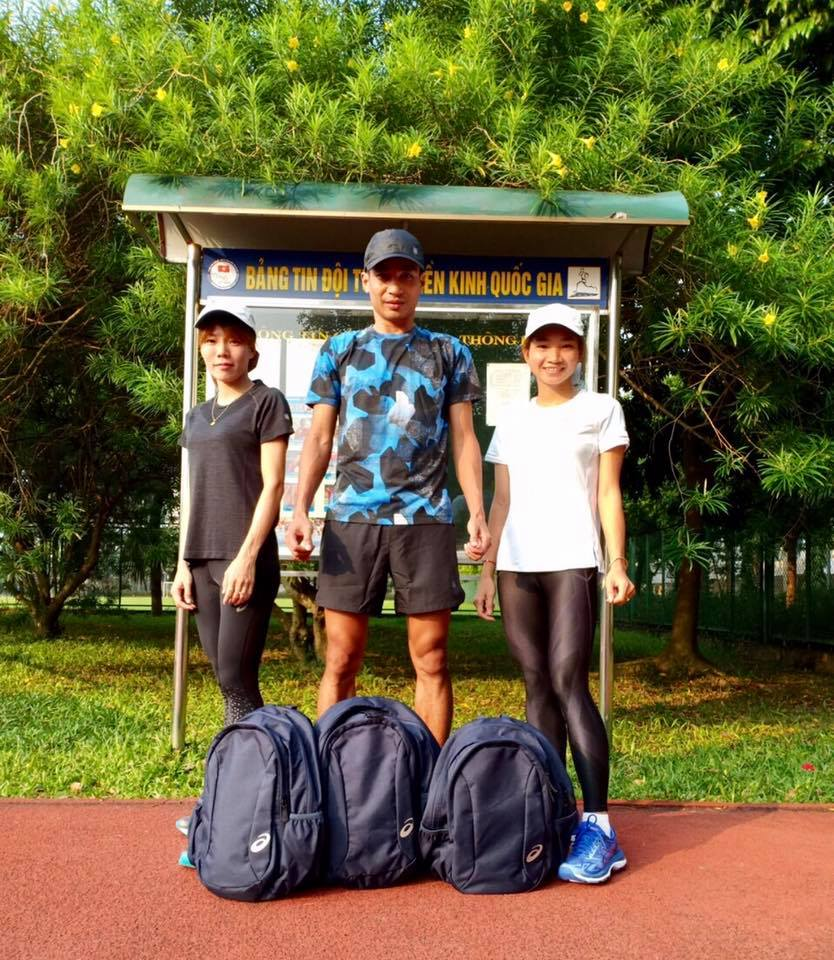
Phạm Thị Huệ và Nguyễn Thị Oanh cùng Nguyễn Văn Lai chuẩn bị khởi hành, sẵn sàng tham dự giải điền kinh Singapore mở rộng năm 2018

- HCV 5000 mét nữ tại Giải điền kinh Singapore mở rộng lần thứ 80 năm 2018 với thành tích 17 phút 33 giây 67[147], Phạm Thị Huệ và Phạm Thị Hồng Lệ khiến khán giả nhớ lại hình ảnh thể thao ấn tượng ở SEA Games 29, hình ảnh đẹp đó đã được bầu chọn là Hình ảnh của năm Cúp Chiến thắng 2017.[148] Phạm Thị Huệ về đích đầu tiên, hơn 6 giây so với Phạm Thị Hồng Lệ, cả hai đã phân phối sức và thực hiện chiến thuật kết hợp xuất sắc nhuần nhuyễn ăn ý để kiểm soát hoàn toàn tình thế trên đường đua nên rất dễ dàng bỏ lại các đối thủ phía sau với khoảng cách rất xa,[149] đội tuyển điền kinh Việt Nam đã khép lại giải đấu với thành tích vang dội khi chỉ có 4 Vận động viên thi đấu nhưng đã giành được 5 Huy chương vàng và 1 Huy chương bạc.[150]
- HCB 1.500 mét nữ tại Giải điền kinh quốc tế Thành phố Hồ Chí Minh mở rộng năm 2018[151] với thành tích 4 phút 24 giây 91[152]
- HCV 5.250 mét (3 vòng hồ) cá nhân nữ nội dung nâng cao trong giải "chạy báo Hà Nội mới mở rộng lần thứ 45" vì hoà bình 2018,[153] qua đó góp phần đưa điền kinh Quảng Ninh xếp thứ nhì nội dung đồng đội nữ (cùng với Đoàn Thị Thu Hằng xếp ở vị trí thứ 5 chung cuộc) [154] Tại giải lần này, Phạm Thị Huệ thể hiện đẳng cấp vượt trội khi cô đeo bám các Vận động viên nam ngay từ đầu cho đến khi kết thúc 3 vòng thi đấu và bỏ xa các đối thủ[155]

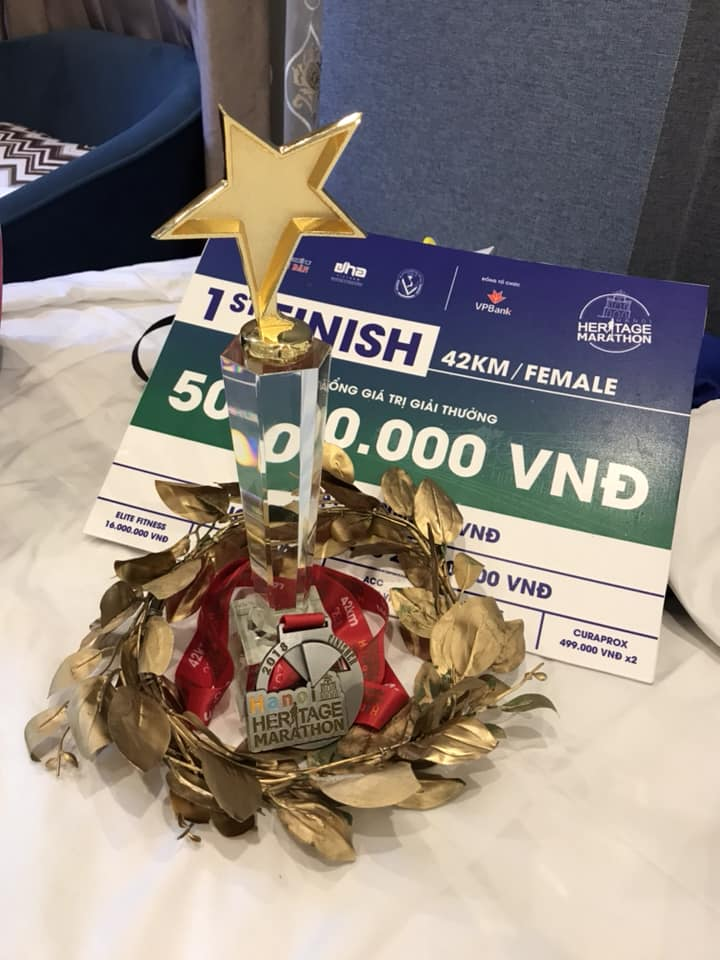
HCV 42km nữ giải Marathon quốc tế di sản Hà Nội 2018 của Phạm Thị Huệ

- HCV 42.195 mét nữ Giải chạy Marathon Quốc tế Di sản Hà Nội Hanoi Heritage Marathon 2018 diễn ra tại Hồ Hoàn Kiếm, trong lần đầu tiên chạy marathon ở một giải đấu chính thức, Phạm Thị Huệ lập thành tích ấn tượng với thời gian 2 giờ 51 phút 54 giây, chỉ thua kỷ lục quốc gia marathon nữ khoảng 6 phút. Phần thưởng cho mỗi nhà vô địch là 50 triệu đồng, trong đó có 30 triệu đồng tiền mặt và 20 triệu đồng hiện vật.[156] Trong những mét cuối, Phạm Thị Huệ chạy sóng đôi với Hà Văn Nhật (Thanh Hóa), người giành giải nhất nội dung nam.[157] Cùng với cự ly 10.000 mét sở trường,[158] đây cũng là nội dung thi đấu mà Phạm Thị Huệ đã đăng ký giành huy chương tại Đại hội Thể dục Thể thao toàn quốc lần thứ VIII - 2018 được tổ chức tại Hà Nội từ ngày 25/11 đến 10/12[159]
- HCV 10.000 mét nữ tại Đại hội Thể dục Thể thao toàn quốc lần thứ VIII Hà Nội năm 2018[160] với thành tích 35 phút 10 giây 17 và phá kỷ lục Đại hội cũ là 36 phút 24 giây 25 lập từ Đại hội lần thứ 6 - 2010,[161] đây là chuyện nội bộ giữa Huệ và Phạm Thị Hồng Lệ (Bình Định). Chỉ ở vòng cuối, Phạm Thị Huệ mới thể hiện sức mạnh bằng màn bứt tốc khiến Hồng Lệ không thể đuổi theo kịp, thành tích của Huệ đáng ra còn có thể cao hơn nữa nếu như không bị vấp ngã 1 lần trên đường chạy.[162] Nhận thấy cơ hội giành Huy chương vàng không cao do Vận động viên Bắc Giang Nguyễn Thị Oanh đăng ký thi đấu 5000 mét nữ,[163] Phạm Thị Huệ quyết định bỏ qua nội dung này để dưỡng sức cho đường chạy 42 km nữ[158]
- HCB 42.195 mét nữ tại Đại hội Thể dục Thể thao toàn quốc lần thứ VIII Hà Nội năm 2018,[164] với thành tích 2 giờ 52 phút 10 giây, cùng Phạm Thị Hồng Lệ đồng phá kỷ lục đại hội kỷ lục cũ là 2 giờ 53 phút 03 giây lập từ Đại hội lần thứ 7 - 2014 [165] Lần này, đối thủ của Huệ là Vận động viên Phạm Thị Hồng Lệ của Bình Định do được ban lãnh đạo đơn vị chủ quản quan tâm đầu tư chuyển hướng phù hợp với tố chất là nền tảng thể lực bền bỉ sung mãn[166] nên đã bứt phá ngoạn mục rồi vượt qua cô tới gần 4 phút, tức khoảng 1000 mét cuối để xuất sắc giành vị trí quán quân.[167] Biết tốc độ không bằng Phạm Thị Huệ, Hồng Lệ cố gắng duy trì chạy dẫn đầu dù mất sức nhiều hơn, chờ đến khi nhận thấy Phạm Thị Huệ lộ rõ sự hụt hơi thì Vận động viên đất võ này mới tăng tốc dần băng băng về đích đầu tiên.[168]
- HCV 10.000 mét nữ tại Đại hội thể thao sinh viên Đông Nam Á 19th ASEAN University Games được tổ chức tại NTĐ Khu liên hợp thể thao Wunna Thaikdi (Naypyitaw, Myanmar)[169] với thành tích 39 phút 15 giây 02.
- HCV 5.000 mét nữ tại Đại hội thể thao sinh viên Đông Nam Á 19th ASEAN University Games được tổ chức tại NTĐ Khu liên hợp thể thao Wunna Thaikdi (Naypyitaw, Myanmar)[170] với thành tích 17 phút 15 giây 14[171]

### Năm 2019

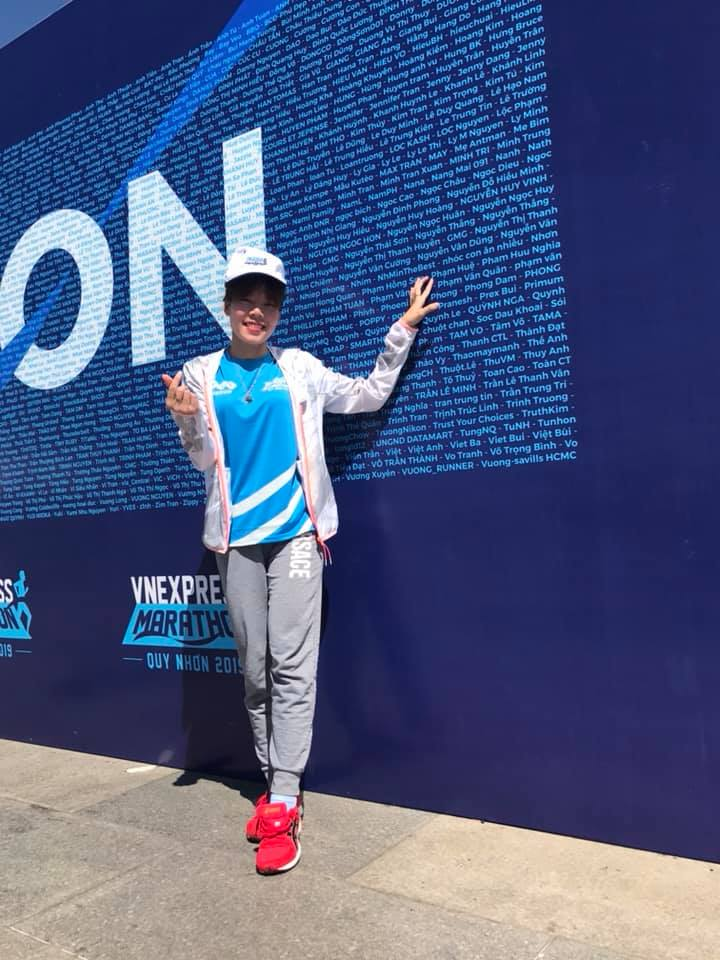
Phạm Thị Huệ về nhất nội dung 21km nữ tại VnExpress Marathon năm 2019

- HCV nội dung bán marathon (21 km) nữ Giải Việt dã toàn quốc và Marathon báo Tiền Phong lần thứ 60 năm 2019 tại quảng trường Bãi Sau, thành phố Vũng Tàu, tỉnh Bà Rịa – Vũng Tàu.[172]
- HCV nội dung bán marathon (21 km) nữ Giải VnExpress Marathon 2019 tại thành phố Quy Nhơn tỉnh Bình Định[173] với thành tích 01 giờ 20 phút 23 giây 00, Phạm Thị Huệ tham gia giải lần này trên tinh thần "mỗi cuộc thi đấu là một trải nghiệm".
- HCV cự ly 10.000m nữ tại Giải điền kinh quốc tế Thành phố Hồ Chí Minh mở rộng lần thứ 26 - 2019.[174][175]
- HCV cự ly 10.000m nữ tại Giải điền kinh vô địch quốc gia 2019 trên sân vận động Thống Nhất thành phố Hồ Chí Minh với thành tích 35 phút 44 giây 03, đánh bại đối thủ Phạm Thị Hồng Lệ (35 phút 58 giây 40).[176]
- HCB cự ly 5.000m nữ tại Giải điền kinh vô địch quốc gia 2019 trên sân vận động Thống Nhất thành phố Hồ Chí Minh[177]
- HCV cự ly 10.000m nữ tại Giải Revive Marathon xuyên Việt chặng Hà Nội với thành tích 35 phút 07 giây,[178] đánh bại đại kình địch Phạm Thị Hồng Lệ (36 phút 21 giây).[179] Giải này do Đài Truyền hình Việt Nam, Công ty BHD phối hợp với nhãn hàng nước Revive của Công ty CP Suntory Pepsico Việt Nam tổ chức với thông điệp "Cất bước chạy nào Việt Nam ơi".
- HCV nội dung nữ Vận động viên chạy nâng cao 5.250m (3 vòng quanh bờ hồ Hoàn Kiếm) tại Giải chạy Báo Hà Nội mới mở rộng lần thứ 46 - Vì hòa bình năm 2019,[180] ngay sau giải Phạm Thị Huệ chia sẻ: "Việc giành ngôi vô địch tại Giải chạy Báo Hànộimới - Vì hòa bình càng tiếp thêm động lực để em có thể chuẩn bị tốt hơn cho hành trình thi đấu ở SEA Games 30 vào tháng 11 tới".[181] Đây là lần thứ sáu Huệ tham gia giải và là lần thứ tư cô đoạt thành tích cao nhất: "Tuy nhiên, mỗi lần chiến thắng, tôi đều có cảm giác khác nhau. Ở lần này, cùng với sự vui mừng, hạnh phúc, tôi còn cảm thấy tự hào bởi mình vẫn giữ vững được phong độ. Năm sau, nếu có cơ hội, tôi sẽ tiếp tục tham gia giải, giải chạy Báo Hà Nội mới được tổ chức quy mô, chuyên nghiệp và thu hút nhiều Vận động viên chất lượng tham gia. Các cổ động viên quanh hồ Hoàn Kiếm cũng rất nhiệt tình và họ chính là nguồn cảm hứng, động viên tích cực giúp chúng tôi thi đấu tốt hơn", Phạm Thị Huệ phát biểu thêm.[182]

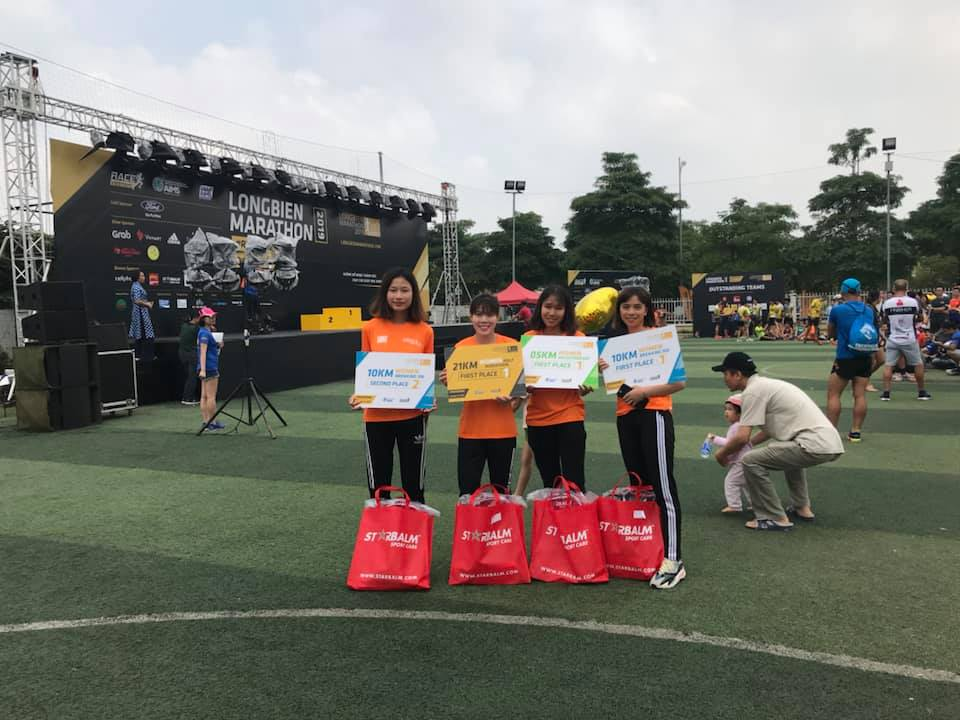
Phạm Thị Huệ và đồng đội nhận quà lưu niệm tại giải Long Bien Marathon 2019

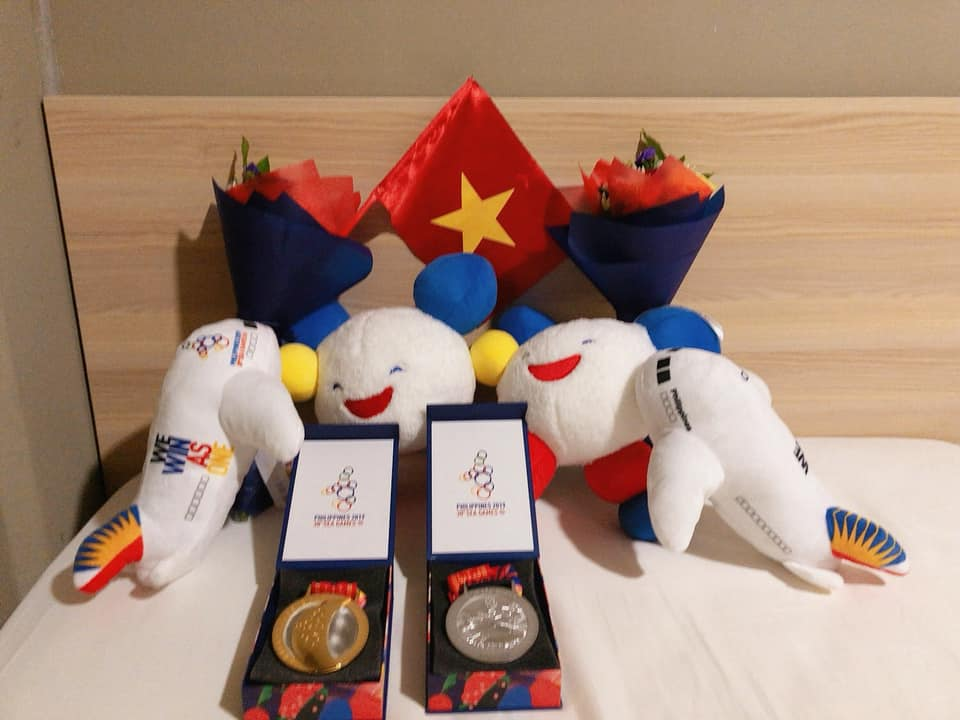
hai tấm huy chương của Phạm Thị Huệ giành được tại SEA Games 30

- HCV cự ly 21 km (bán marathon) nữ tại giải VPBanks Hanoi Marathon (giải chạy Marathon Quốc tế Di sản Hà Nội lần thứ hai) năm 2019[183] với thành tích 1 giờ 19 phút 43 giây 01,[184] giải đấu này do Sở Văn hóa và Thể thao Hà Nội, Liên đoàn Điền kinh Việt Nam, Ngân hàng Thương mại cổ phần Việt Nam Thịnh Vượng (VPBank), Báo Đại biểu Nhân dân và Công ty Trách nhiệm hữu hạn Đức Hương Anh phối hợp tổ chức.[185] Ngay sau giải này, vào ngày 27/10 các tuyển thủ của đội tuyển điền kinh Việt Nam sẽ tham gia giải Longbien Marathon 2019 để chuẩn bị cho SEA Games 30, tại đây Phạm Thị Huệ tiếp tục tranh tài ở nội dung 21 km.[186]
- HCV cự ly 21 km (bán marathon) nữ tại giải Long Bien Marathon lần thứ tư năm 2019 tổ chức tại tại khu đô thị Việt Hưng - Long Biên (Hà Nội),[187] tại đây Phạm Thị Huệ tiếp tục khẳng định sức mạnh của mình ở nội dung này. Sau khi bà Trần Thị Vân Anh - Phó Giám đốc Sở Văn hóa và Thể thao Hà Nội - trao giải ở cự ly 21 km nữ,[188] Huệ cùng những đồng đội về nhất các cự ly đã chụp hình lúc nhận quà lưu niệm.
- HCV cự ly 10.000m nữ tại Đại hội thể thao Đông Nam Á lần thứ 30[189] được tổ chức tại Philippines với thành tích 36 phút 23 giây 44,[190] trong khi người đồng đội Phạm Thị Hồng Lệ về nhì với thành tích 36 phút 32 giây 24[191] Đây là lần đầu tiên trong lịch sử ngành thể thao tỉnh Quảng Ninh, một Vận động viên giành được tấm Huy chương vàng SEA Games cá nhân.[192]
- HCB cự ly 5.000m nữ tại Đại hội thể thao Đông Nam Á lần thứ 30[193] được tổ chức tại Philippines với thành tích 16 phút 52 giây 35, kém người đồng đội về nhất Nguyễn Thị Oanh 6 giây 370[194] Nội dung này dường như chỉ là cuộc chơi của các cô gái Việt Nam, ngay từ khi xuất phát, họ đã không có đối thủ, hai người chỉ chạy với nhau và bắt tới hai vòng đối thủ chạy chậm nhất, Phạm Thị Huệ dẫn đầu phần lớn đường đua, cho đến khi bị Nguyễn Thị Oanh vượt lên ở vòng cuối.[195]

## Đời tư
Phạm Thị Huệ kết hôn với Nguyễn Công Thuần người Phú Thọ sau kỳ đại hội thể dục thể thao toàn quốc lần thứ VIII, sau khi giành huy chương vàng ở SEA games 30 cô quyết định xin nghỉ để thực hiện quyền làm mẹ. Cuối năm 2020, Phạm Thị Huệ đã cho ra đời một cậu con trai kháu khỉnh mang tên Nguyễn Hoàng Phúc.

## Trở lại đường đua

### Giai đoạn 2021-2023
- Khoảng 5 tháng sau khi sinh con, Phạm Thị Huệ đã trở lại luyện tập chừng mực vào tháng 8 năm 2021 ở trung tâm thể dục thể thao tỉnh Quảng Ninh,[198] đến tháng 10 cô xin lên sân tập trên Nhổn để được cọ sát nhiều hơn cùng các đồng nghiệp ở đội tuyển quốc gia, ở đây cô chỉ thuộc diện "tập ké" vì không phải đội tuyển điền kinh quốc gia mà với tư cách thuộc biên chế của đoàn thể thao Quảng Ninh.[199] Tuy Huệ cố gắng hết sức thi đấu tốt nhất nhằm đoạt vé dự SEA Games 31 ở giải vô địch điền kinh quốc gia năm 2021, nhưng cô chỉ giành được tấm huy chương đồng ở nội dung 5000 mét nữ với thành tích 17 phút 12 giây 84.[200] Về nội dung 10000 m nữ sở trường, nhà đương kim vô địch Sea Games 30 thậm chí còn không chạm tới mốc huy chương, cô đành ngậm ngùi nhìn các đàn em đứng ở trên bục nhận giải thưởng,[201] muốn trở lại đỉnh cao của sự nghiệp, với Huệ còn cả quãng đường dài ở phía trước.

Dù chưa thể trở lại được phong độ như trước, nhưng với những nỗ lực vừa kể trên, Phạm Thị Huệ đã được biên chế chính thức vào đội tuyển điền kinh quốc gia để tham gia SEA Games 31, trước mắt mục tiêu của cô là bảo vệ tấm huy chương vàng nội dung 10000 mét nữ.
- Ngày mồng 6 tháng 3 năm 2022 tại cuộc thi điền kinh tuyển chọn vận động viên tham dự SEA Games 31, Phạm Thị Huệ đã đoạt vé nội dung marathon 42 km khi về đích ở vị trí thứ nhì với thành tích 2 giờ 55 phút 52 giây[204], còn về nội dung 10000 mét, nhà đương kim vô địch đã thất bại do kết quả thi đấu không như mong muốn, như vậy cô không thể bảo vệ tấm huy chương vàng của mình.[205]

Việc tham dự SEA Games 31 của Huệ lần này cũng có chút may mắn vì đối thủ nặng ký nhất của cô Phạm Thị Hồng Lệ không tham dự nội dung marathon 42 mặc dù vượt mức tiêu chuẩn, vận động viên này tập trung vào nội dung 10000 mét nhằm đổi màu huy chương, chuyện nhường nhau ở đây cũng
thể hiện tình đoàn kết chia ngọt sẻ bùi giữa các đồng đội và phần nào đó nằm trong sự tính toán của ban huấn luyện.
- Ngày 27/03/2022, tại cuộc thi Marathon do báo Tiền Phong tổ chức ở Côn Đảo, Phạm Thị Huệ đã giành giải nhì nội dung 5000 mét nữ với thành tích 18 phút 10 giây.[208]
- Ngày 10/4/2022, tại giải Mrathon ở Huế, Phạm Thị Huệ đã xuất sắc về nhất, vượt thông số Huy chương vàng Sea Games với thời gian là 2 giờ 50 phút 33 giây.[209][210][211]
- Sáng 19/5/2022, tại Sea Games 31, dù rất cố gắng tới mức có thể nhưng Phạm Thị Huệ chỉ cán đích ở vị trí thứ 4 ngay sau người đồng đội Hoàng Thị Ngọc Hoa,[212] ở chiều ngược lại thì Phạm Thị Hồng Lệ đã xuất sắc giành tấm Huy chương vàng nội dung 10000 mét nữ.[213] Tại cuộc họp báo sau Sea Games 31, Phạm Thị Huệ bật khóc khi được các phóng viên phỏng vấn, cô thổ lộ rằng mình bị chấn thương trong một buổi tập nên đã để tuột khỏi tay tấm huy chương.[214]
- Ở nội dung dành cho hệ chuyên nghiệp nữ cuộc thi Marathon do báo Tiền Phong tổ chức ở Lai Châu tháng 3 năm 2023, Nguyễn Thị Oanh và Phạm Thị Huệ vươn lên dẫn đầu ngay khi rời vạch đích, hai người duy trì khoảng cách an toàn với nhóm phía sau. Huệ nỗ lực bám đuổi Oanh trong 4 km, tới 1 km cuối, Oanh tăng tốc và bỏ xa Huệ để về nhất với thành tích 17 phút 25 giây.[215]
- Đường chạy 21 km trong sáng tranh tài 29-4 của giải marathon ecopark 2023 tổ chức tại Hưng Yên đã ghi nhận Phạm Thị Huệ về nhất với kết quả 1 giờ 23 phút 41 giây,[216] tuy nhiên bởi vết thương còn chưa hồi phục hoàn toàn nên cô thể tham dự đại hội thể thao toàn quốc cuối năm 2022 và cũng thể góp mặt trong thành phần đoàn thể thao Việt Nam tham dự Sea Games 32.
- Ngày 8/10/2023 tại giải điền kinh phi lợi nhuận VPBank Hanoi International Marathon 2023, Phạm Thị Huệ đã xuất sắc về nhất với thành tích 1 giờ 18 phút 44 ở nội dung 21 km.[217]
- Ngày 30/10/2023, ở nội dung 10 km tại giải vô địch điền kinh quốc gia lần thứ 47, Phạm Thị Huệ về thứ 4 với thành tích 37 phút 29 giây 62.[218]
- Ngày 12/11/2023, tại Giải chạy việt dã Tràng An Marathon, Phạm Thị Huệ đã xuất sắc giành vị trí quán quân ở nội dung 21 km với thành tích 1 giờ 23 phút 50 giây.[219]
- Ngày 19/11/2023, Giải Marathon quốc tế di sản Hạ Long đã diễn ra tại thành phố Hạ Long tỉnh Quảng Ninh, trên đường chạy 21 km nữ, Phạm Thị Huệ giành chức vô địch với thành tích 1 giờ 19 phút 42 giây.[220]
- Khép lại năm 2023, Phạm Thị Huệ giành Huy chương vàng cự ly 21 km giải chạy VnExpress Marathon Hải Phòng vào ngày 17/12, cô về đích sau 1 giờ 18 phút 41 giây.[221]

### Giai đoạn 2024
Ngày 1/1 tại Vietnam International Half Marathon 2024 powered by Herbalife, Giải chạy Việt Nam đầu tiên được Hiệp hội Điền kinh châu Á cấp phép, tại cự ly 10 km hệ nâng cao, Phạm Thị Huệ cán đích đầu tiên với thành tích 35 phút 48 giây.
Trong đợt tập trung đầu năm 2024, Phạm Thị Huệ quyết định chia tay đội tuyển điền kinh quốc gia, chính thức giã từ sự nghiệp thi đấu đỉnh cao để chuẩn bị cho những kế hoạch cá nhân mới ở đơn vị chủ quản trong tương lai
Trên đường chạy 21 km nữ tuyển giải chạy về nguồn Đền Hùng 2024 diễn ra ngày 7/4 tại Phú Thọ, Phạm Thị Huệ của Quảng Ninh không có đối thủ khi cô giành chức vô địch với thành tích 1:22:53.
Phạm Thị Huệ tiếp tục vô đối cũng đường chạy 21 km nữ giải VnExpress Marathon Huế ngày 21/4 với thành tích 1:24:10, tuy nhiên lần này cô phải cố gắng hết sức bình sinh vì sau giải Đền Hùng cô đã bị đa chấn thương gồm dập sụn, dập chằng chéo trước, viêm điểm bám gân, viêm bánh chè."Đây là chức vô địch cảm xúc nhất của tôi, chưa bao giờ tôi tham gia giải mà không tập luyện như lần này. Sau cuộc đua ở Đền Hùng cách đây vài tuần, tôi cảm nhận cơn đau, tưởng không chạy nổi. Tôi đã nghĩ nếu đau quá sẽ đi bộ từ từ về đích, không tranh giải, nhưng khi vào đua, tôi lại mong chiến thắng chính bản thân mình, không bỏ cuộc", cô gái sinh năm 1996 nói.